# مايكل كوردي
مايكل كوردي (بالإنجليزية: Michael Cordy)‏ (1962 في غانا)؛ كاتب، مؤلف وروائي غاني-بريطاني.